# Lúbia
Lúbia – miasto w Angoli, w prowincji Bié.